# Газпром добыча шельф Южно-Сахалинск
ООО «Газпром добыча шельф Южно-Сахалинск» — дочернее предприятие ПАО «Газпром». Оператор шельфовых проектов по добыче газа ПАО «Газпром».
Головной офис компании находится в Южно-Сахалинске. В пгт Ноглики и в Москве располагаются филиалы, а Санкт-Петербурге и Мурманске представительства компании.

## История
В октябре 2008 года для разработки ресурсов континентального шельфа создана компания «Газпром добыча шельф», 100 % уставного капитала которой принадлежит ПАО «Газпром».
В 2014 году компания переименована в ООО «Газпром добыча шельф Южно-Сахалинск».

## Деятельность
Основной задачей ООО «Газпром добыча шельф Южно-Сахалинск» является освоение месторождений Сахалинского шельфа Охотского моря. Деятельность компании связана с реализацией глобального проекта «Газпрома» по созданию нового центра газодобычи на Сахалине.
Является заказчиком и эксплуатирующей компанией по реализации инвестиционных проектов «Сахалин-3» (в том числе «Обустройство Киринского ГКМ»).
На Киринском газоконденсатном месторождении используются новые технологии подводной добычи газа. Подводное добычное оборудование находится на дне моря без надводных конструкций, что дает возможность добывать газ в сложных климатических условиях, исключая влияние на природу.
При строительстве и эксплуатации объектов Киринского месторождения используются технологии минимизирующие негативное воздействие на окружающую природную среду.
Подводная добыча газа и газового конденсата минимизирует воздействие на морскую экосистему региона. Установка термического обезвреживания хозяйственно-бытовых и производственных сточных вод, действующая на территории Берегового технологического комплекса минимизирует вероятность загрязнения водных объектов.
В рамках компенсационных мероприятий компанией проводится работа по воспроизводству промысловых видов рыб, выпущено в реки Сахалина более 25 млн мальков. Была разработана и реализуется программа по сохранению редкого и исчезающего вида рыб — сахалинского тайменя.

## Социальная политика
В компании действует программа по обучению и переподготовке кадров, создан профсоюз, между работниками и работодателем заключен коллективный договор, целью которого является предоставление работникам гарантированных льгот и компенсаций.
В компании действует программа «Школа-Вуз-Предприятие», предусматривающая профориентацию школьников, материальную поддержку наиболее талантливых учеников для поступления в высшие учебные заведения и последующую подготовку кадров для газовой промышленности. 1 сентября 2015 года 25 учеников начали обучение в первом специализированном профильном «Газпром-классе» на Дальнем Востоке.

## Перспективы
Стратегия развития компании предусматривает содействие реализации ключевых проектов: на Сахалине — Киринского месторождения, в Арктике — Штокмановского месторождения, развитие инфраструктуры в районе работ, внедрении новейших технических и технологических достижений в области разработки углеводородных ресурсов шельфа в сложных климатических условиях.
Проектом разработки Киринского газоконденсатного месторождения (ГКМ) предусмотрено строительство семи эксплуатационных газоконденсатных скважин.